# Lacrimas Profundere
Lacrimas Profundere es una banda alemana de metal gótico y rock gótico (anteriormente de doom metal) fundada por el guitarrista Oliver Nikolas Schmid en 1993. En aquella época la banda estaba muy influenciada por el doom metal y contaba con voces femeninas y elementos clásicos. Con la entrada de la vocalista Anja Hötzendorfer, se preparan para el lanzamiento de su debut ... And the Wings Embraced Us en 1995. Tras editar La Naissance D'Un Rêve en 1997 ficha con Napalm Records para cinco discos más. Unen a su música el arpa y editan en 1999 Memorandum.
El primer disco con verdadero impacto internacional fue Burning: A Wish en 2001. En este disco se abandonaban finalmente los elementos clásicos y entraba una voz más limpia del barítono hermano de Oliver, Christopher Schmid. Empieza en este año su primera gira internacional por Europa y América Latina.
Desde entonces mantuvieron un moderado éxito que ha ido acompañado por un alejamiento constante del heavy metal en pos de lo que ellos mismos definen como rock 'n sad.

## Historia

### Comienzos
Su historia data desde 1993, gracias a Oliver Nikolas Schmid y su gusto hacia la banda de doom/death metal Paradise Lost en especial al disco Shades Of God de 1992 del cual fue totalmente influenciado para hacer una banda. Primero el quería buscar una banda en la cual tocar pero como no la encontró decidió fundar una nueva banda y dado a esto Lacrimas Profundere nació.
Después de tocar algunos meses sin vocalista decidieron buscar uno, pero después de un largo tiempo sin encontrarlo, Oliver invita a su hermano Christopher Schmid a que se una a su banda para así poder iniciar la grabación de un futuro material.
Su primer disco fue ...And the Wings Embraced Us grabado en 1994 y salió en 1995. En primer lugar, pensaban en grabar un demo tape, pero después de las grabaciones y la satisfacción que les dejó este trabajo decidieron liberar el material en un LP. ...And the Wings Embraced Us fue financiado por ellos mismos hasta que unos meses más tarde el sello discográfico Perverted Taste Records unió a sus filas a Lacrimas Profundere para iniciar la distribución del CD y poner a la banda en el negocio de la música.
Para llegar a esto Oliver obtuvo la ayuda de su familia.

#### Primera formación
La primera formación en 1995, tras largos años de preparación, Lacrimas Profundere se componía de una muy variada lista de instrumentos pertenecientes al estilo doom/death metal, se componía así:
- Oliver Nikolas Schmid: guitarra líder
- Christopher Schmid: voz
- Anja Hötzendorfer: violín y voz femenina
- Eva Stöger: flauta y teclado
- Markus Lapper: bajo
- Christian Greisberger: batería
- Manu Ehrlich: guitarra rítmica

### Etapa dedoom metal

#### ...And the Wings Embraced Us(1995-1997)
Con ...And the Wings Embraced Us Lacrimas Profundere se abría paso en el mundo de la música con este debut el cual contenía una instrumentaría clásica combinada con el agresivo death/doom y atmósferas melancólicas muy al estilo de Paradise Lost o los primeros trabajos de Anathema. Sin embargo, y pese a estas influencias, Lacrimas Profundere fue capaz de establecer su propio sello o sonido, ya que hasta ese minuto a nadie se le había ocurrido la fórmula de unir instrumentos clásicos con la tríada death/doom inglesa. Al mismo tiempo, queda claro que Lacrimas Profundere era una banda que recién se iniciaba en el negocio de la música, por lo que es obvio una producción pobre y algunos riffs incoherentes. Con el tiempo, la banda comenzaría a tomar experiencia y a evolucionar en la escritura de las canciones.
...And the Wings Embraced Us fue relanzado en 2003 por Irond Records en Rusia y en 2002 por Scarecrow Records en México junto con La Naissance D'Un Rêve en un digipack.

#### La Naissance D'Un Rêve(1997-1999)
Después de ... And the Wings Embraced Us se decidieron por sacar un segundo álbum mejorando los vacíos e incoherencias en la escritura del anterior.
La Naissance D'Un Rêve sacado a la venta en 1997 ofrecía una mejor producción de los instrumentos, así como una mejor calidad de sonido haciendo que violines, voz femenina, voz gutural y una mayor presencia del teclado. Cabe destacar que los growls de Christopher se afinaron en este disco, ofreciendo una voz mucho más audible y entendible.

#### Memorandum(1999-2001)
Terminado el álbum La Naissance D'Un Rêve. Lacrimas Profundere decidió sacar un tercer álbum en 1999, comenzando un contrato con Napalm Records. En este disco, las influencias de Anathema se hicieron aún más apreciables que en los dos discos pasados. Si en aquellos las influencias derivaban principalmente del Gothic de Paradise Lost y el Serenades de Anathema, aquí el sonido sufrió los embates de la salida de Darren White del susodicho grupo, acercándose a The Silent Enigma y Eternity, cosa apreciable en la afinación de las guitarras, ahora con un sonido no tan pesado como en los anteriores lanzamientos. Por otro lado, el teclado acapara más importancia, siendo el motor principal de las atmósferas, relegando la instrumentaría clásica a un segundo plano, además de la reducción de las voces guturales

### Etapa de metal gótico

#### Burning: A Wish(2001-2002)
Después de un breve descanso de un año, Lacrimas Profundere se inició la grabación de su próximo disco durante tres largos meses de grabación; exactamente en los meses de octubre, noviembre y diciembre para después en próximo año sacarlo a la venta.
Durante la grabación de Burning: A Wish y la salida de Anja Hötzendorfer se necesitaba cubrir su puesto, así que entró la vocalista Alev.
En esta formación tras la salida del anterior baterista Lorenz Gehmacher y el bajista Markus Lapper, la banda buscó nuevos músicos que ocuparan su lugar así que encontró a dos practicantes de este estilo, Willi Wurm y Rico Galvagno ambos anteriores componentes de la banda Darkseed, 
Este ofrecía una calidad mejorada del anterior disco, Memorandum, siguiendo el ambiente y sonido melancólico que ha sido generado en sus discos anteriores.
Burning: A Wish sería su primer disco con un gran éxito internacional que Lacrimas Profundere se le viniera a la mente una futura gira el próximo año y podrían estrenar un futuro disco.
En este álbum como ellos dijeron se despedían del viejo estilo doom y así empezar un nuevo concepto.

#### Fall, I Will Follow (2002-2004)
Luego del éxito internacional que supuso Burning: A Wish, el grupo sintió que había agotado todas sus posibilidades dentro del metal gótico, por lo que necesitaban buscar nuevos horizontes. Estos se encontrarían en las nuevas influencias del grupo, tales como HIM, Monster Magnet, 69 Eyes, The Doors, entre otras. El resultado fue que Fall, I Will Follow sería el primer lanzamiento de Lacrimas Profundere hacia una luz sobre los medios de comunicación.
Fall, I Will Follow se convirtió en el álbum del mes con el TOP 15 durante dos semanas en la radio alemana, también viajó hacia Estados Unidos ganando el TOP 20. Fall, I Will Follow es el disco más experimental de Lacrimas Profundere pues aunque se puede decir que es metal gótico, también tiene partes del stoner metal.

### Etapa de rock gótico

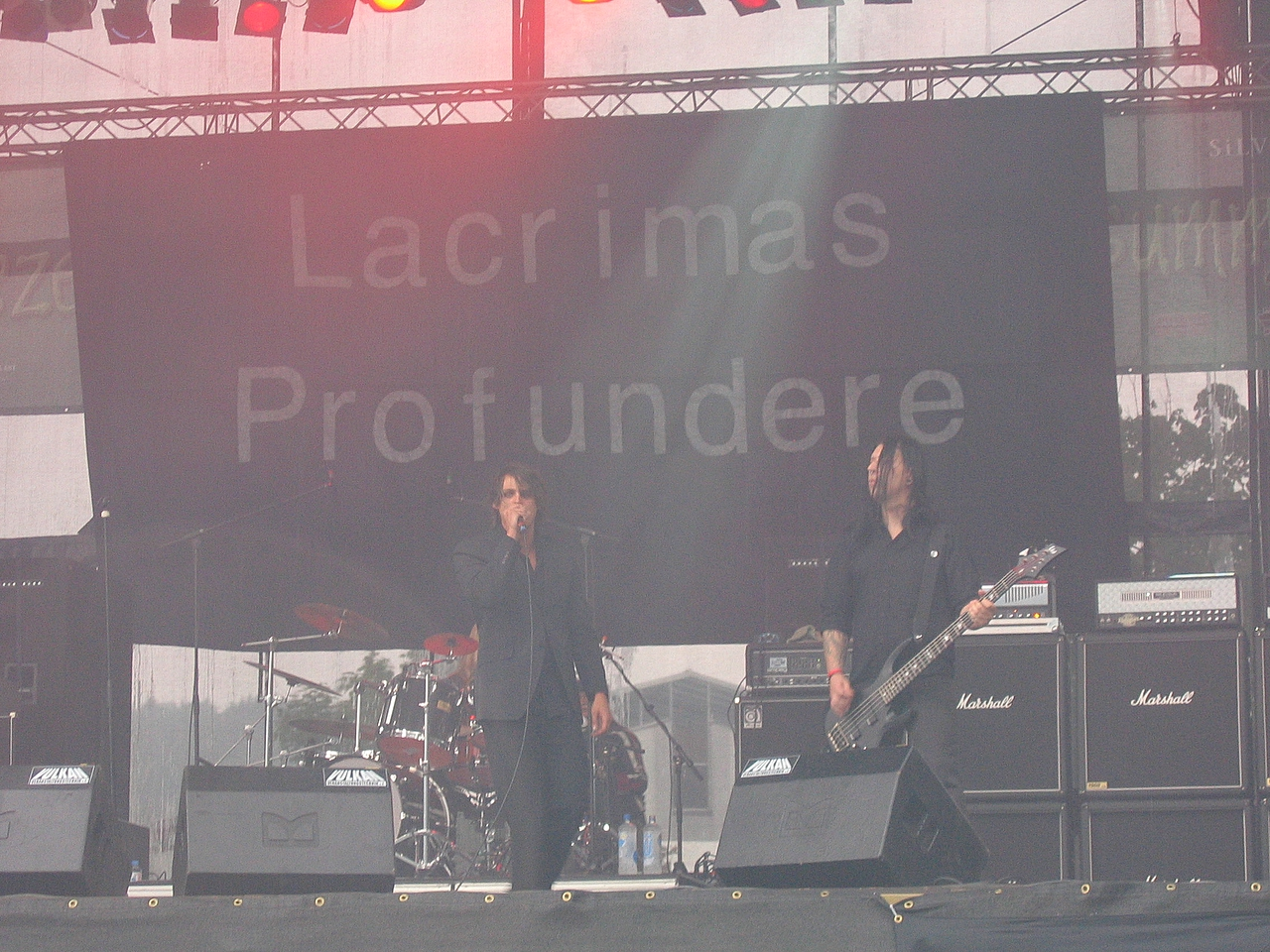
Lacrimas Profundere en escena. Christopher Schmid y Daniel Lechner en el escenario.

#### Ave End(2004-2006)
A mediados de 2004 lanzó el álbum Ave End se cambió completamente el género doom metal y se combinó el rock gótico y melancólico.
El álbum fue registrado en los estudios Lungfull y editado en los estudios de Finnvox bajo dirección experta de Mika Jussila.
Los videos de las canciones «Ave End» y «Amber Girl» fueron transmitidos en TV estaciones alemanas más grandes como Viva, Viva Plus, Onyx TV, King Channel, entre otros.
Después de esto seguía un Tour en la propia Alemania y un Tour junto la banda finlandesa de rock gótico 69 eyes en 2005.
La banda continuo un viaje hacia the summer festival season.

#### Filthy Notes for Frozen Hearts(2006-2008)
En 2006, Lacrimas Profundere regresa con su nuevo álbum Filthy Notes for Frozen Hearts producido por John Fryer que ha trabajado con famosas bandas como HIM, Nine Inch Nails, Paradise Lost, Cradle of Filth, Depeche Mode.
Realizado en Múnich y mezclado en Londres en los famosos estudios Finnvox en Helsinki.
La banda lanzó su sencillo Again It's Over que se posicionó en el TOP 20 de Alemania durante 6 semanas dando a la banda muy buena reputación en la escena rock gótico.
Lacrimas Profundere acompañó a Lacuna Coil en su Tour Alemania-Austria dando ambos una buena actuación.

### Cambio de vocalista

#### Songs For The Last View(2008-2010)
Después de la renovación de la banda, Lacrimas Profundere se dirige de nuevo a los estudios en Alemania bajo el mando de John Fryer para empezar a grabar su nuevo álbum llamado Songs For The Last View. Este disco abarcaría un concepto totalmente renovado con nuevas visiones pero respetando algunos estándares anteriores e iniciales.
El vocalista Roberto Vitacca sería un gran fundamento en el nuevo estilo de Lacrimas Profundere, con una voz diferente y parecida al anterior vocalista, se prepararía para un disco muy renovado e interesante.
La pequeña aparición de Christopher Schmid en algunas líneas de voz es una grata sorpresa para los fanes, su voz se puede notar en canciones como «And God's Ocean» y «Sacrificial Lamb».
En Songs For The Last View se estrena su quinto videoclip con el nombre «A Pearl» y próximamente a mediados de 2009 se estrenará el sexto con el nombre de «And God's Ocean».

## Nueva formación, mediados 2007

### Christopher Schmid
El 9 de abril de 2007 Lacrimas Profundere anuncia la salida de su vocalista Christopher Schmid de la formación.
Esto es lo que Christopher declaró:

No me siento capaz de combinar el permanente estrés (de las giras, conciertos y las turbulencias normales del negocio de la música) con mi vida normal y mi futuro. Continuare apoyando al grupo como escritor de letras y compositor así como aportando algunas líneas de voz para algún futuro disco.

### Christian Steiner y Daniel Lechner
Meses después de la retirada de Christopher, el bajista Daniel Lechner y el teclista Christian Steiner anuncian su salida de la banda, por razones personales que no dieron a conocer al público y un problema más ya que Christian dejaba a la banda sin el melodioso sonido del teclado y aparte un miembro muy importante de Lacrimas Profundere desde sus inicios, sin embargo, estos cambios le dieron a Lacrimas una nueva premisa de renovación total.

### Peter Kafka
A mediados de 2007 Lacrimas Profundere hace una convocatoria para encontrar a su nuevo vocalista, tras unas moderadas series de audiciones, Peter Kafka se une a Lacrimas Profundere, siendo incluido como vocalista por un periodo moderadamente corto, logra cantar en algunos festivales para después darse paso como bajista de la banda.
En 2010 Peter Kafka abandonó la banda argumentando que tenía otros proyectos.

### Rob Vitacca
Roberto Vitacca (vocalista de la banda alemana Lost), quien posee una voz diferente, pero a la vez parecida a la de Christopher Schmid, hace su ingreso a la banda. Vitacca ya ha participado en presentaciones recientes en Berlín, obteniendo la aceptación del público. En 2018 se anuncia mediante redes socilaes que Vitacca deja la banda y que sería reemplazado por Julian Larre.

### Julian Larre
Julian Larre (vocalista del proyecto LDMV), es el actual Vocalista.

## Posible acercamiento a MTV
Cabe mencionar el encuentro de la banda con Bam Margera, quien solicitó que tocaran para algunos episodios de su serie de MTV "Bam's Unholy Union", excelente oportunidad para que Lacrimas Profundere se pueda publicitar, Margera ya ha trabajado con otras bandas del género como HIM y The 69 Eyes.

## Formación

### Miembros actuales
- Oliver Nikolas Schmid: guitarra (1993-presente)
- Julian Larre: voz (2018-presente)
- Dominik Scholz: batería (2010-2015, 2018-presente)
- Ilker Ersin: bajo (2019-presente)

### Miembros anteriores
Guitarra
- Christian Freitsmiedl (2003-2005)
- Marco Praschberger (1999-2002)
- Manu Ehrlich (1994-1998)
- Tony Berger (2005-2018)

Bajo
- Peter Kafka (2007-2010)
- Daniel Lechner (2003-2007, 2018-2019)
- Rico Galvano (2000-2003)
- Markus Lapper (1994-1999)
- Clemens Schepperle (2015-2018)

Batería
- Korl Fuhrmann (2005-2010)
- Willi Wurm (2000-2005)
- Lorenz Gehmacher (1999-1999)
- Stefan Eireiner (1997-1998)
- Christian Greisberger (1994-1996)
- Christoph Schepperle (2013-2018)

Otros
- Eva Stöger: teclados (1995), flauta (1995-1997)
- Anja Hötzendorfer: violín y voz femenina (1995-1999)
- Ursula Riedl: arpa (1998-1999)
- Christian Steiner: teclados (1996-2007)
- Christopher Schmid: voz (1994-2007)
- Roberto Vitacca: voz y guitarra acústica (2007-2018)

## Discografía

### Larga duración
| Año  | Título                            | Formato |
| ---- | --------------------------------- | ------- |
| 1996 | ... And the Wings Embraced Us     | LP      |
| 1997 | La Naissance D'Un Rêve            | LP      |
| 1999 | Memorandum                        | LP      |
| 2001 | Burning: A Wish                   | LP      |
| 2002 | Fall, I Will Follow               | LP      |
| 2004 | Ave End                           | LP      |
| 2006 | Filthy Notes for Frozen Hearts    | LP      |
| 2008 | Songs For The Last View           | LP      |
| 2010 | The Grandiose Nowhere             | LP      |
| 2013 | Antiadore                         | LP      |
| 2016 | Hope Is Here                      | LP      |
| 2019 | Bleeding The Stars                | LP      |
| 2022 | How to Shroud Yourself with Night | LP      |

### Sencillos/maquetas
| Año  | Título                       | Formato |
| ---- | ---------------------------- | ------- |
| 1997 | The Crown of Leaving         | Demo    |
| 1998 | The Embrace and the Eclipse  | Demo    |
| 2006 | Again It's Over              | Single  |
| 2008 | A Pearl                      | Single  |
| 2008 | Songs For The Last View (EP) | EP      |
| 2011 | Lips (EP)                    | EP      |

### Ediciones especiales
| Año  | Título                        | Tipo          |
| ---- | ----------------------------- | ------------- |
| 2002 | The Fallen Years              | Recopilatorio |
| 2002 | La Naissance D'Un Rêve        | Remasterizado |
| 2003 | ... And the Wings Embraced Us | Remasterizado |

## Videografía
- "For Bad Times" (2002)
- "Ave End" (2004)
- "Amber Girl" (2004)
- "Again It's Over" (2006)
- "My Velvet Little Darkness" (2006)
- "A Pearl" (2008)
- "And God's Ocean" (2009)
- "The Letter" (2010)
- "Lips" (2011)
- "My Release In Pain" (2013)
- "Antiadore" (2014)
- "Hope Is Here" (2016)
- "Father Of Fate" (2019)